# Les Places
Les Places é uma comuna francesa na região administrativa da Normandia, no departamento de Eure. Estende-se por uma área de 1,93 km². Em 2010 a comuna tinha 78 habitantes (densidade: 40,4 hab./km²).